# Christopher's Diary: Secrets of Foxworth
Christopher's Diary: Secrets of Foxworth è un romanzo gotico americano del 2014 basato sugli scritti della Serie Dollanganger di V.C. Andrews. È uno spin-off della saga Dollanganger e riporta gli eventi del primo libro Fiori senza sole dal punto di vista di Christopher Dollanganger in dettagli che non sono mai stati menzionati nel primo libro.

## Trama
Kristen Masterwood accompagna il padre, proprietario di una ditta di costruzioni, a fare un'ispezione nella proprietà della famiglia Foxworth. All'interno della maestosa villa del sud, Kristin trova tra le macerie un libro rilegato in pelle che, una volta iniziato a leggere, scopre essere il diario del giovane Christopher Dollanganger, rinchiuso a quattordici anni nella soffitta di Foxworth Hall insieme ai fratelli minori - Cathy e i gemelli, Cory e Carrie -, prigionieri dell'avido piano ereditario della madre. In mezzo a quelle pagine Kristen troverà tutta l'angoscia, il coraggio e la passione che il ragazzo ha provato nel corso di quei tre lunghi anni...

## Sequel
Il libro è seguito direttamente da Christopher's Diary: Echoes of Dollanganger.